# Estación de Olivar de Quintos

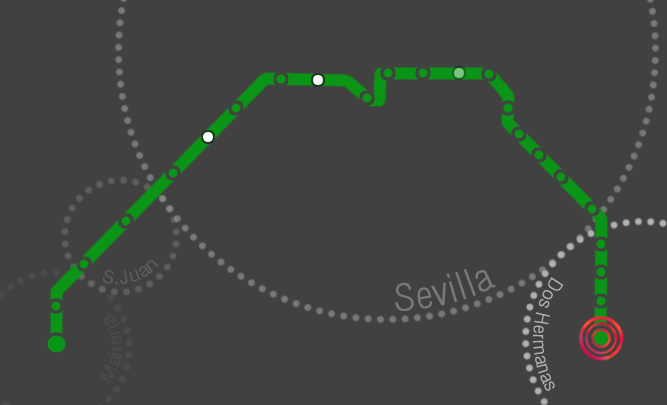
Localización

Olivar de Quintos es una estación terminal de la Línea 1 y una de las cuatro estaciones situadas dentro del término municipal de Dos Hermanas, se ubica al final de la Avenida de Montequinto, dentro del barrio del mismo nombre.
Esta estación consta de vestíbulo cubierto en superficie y andén central también en superficie.
La estación de Olivar de Quintos tiene venta de billetes automática, sistema de evacuación de emergencia y mamparas de seguridad para evitar caídas accidentales al andén.
La estación tiene una tipología y distribución espacial similar a la de Ciudad Expo, la otra terminal de línea.
La estación quedó inaugurada el día 23 de noviembre de 2009 a las 13:00 horas, tras la conclusión del periodo de dos meses de las pruebas de seguridad que se llevaron a cabo entre las estaciones de Montequinto  y Olivar de Quintos.

## Accesos
- Av. Condes de Ybarra Esquina C/ de la Jara.
- Av. Condes de Ybarra s/n.

## Líneas y correspondencias

### Servicios de metro
| << cabecera | < estación | línea | estación > | cabecera >> |
| ----------- | ---------- | ----- | ---------- | ----------- |
| Ciudad Expo | Europa     |       | Terminal   | Terminal    |

### Otras conexiones
| LÍNEA | Trayecto                             | Zona   |
| ----- | ------------------------------------ | ------ |
| M-130 | Montequinto                          | Zona B |
| M-130 | Dos Hermanas (por Olivar de Quintos) | Zona C |

- Carril bici y aparcamiento para bicicletas.